# Ударный (Краснодарский край)
Уда́рный — хутор в Каневском районе Краснодарского края.
Входит в состав Стародеревянковского сельского поселения.

## Население
| 2002 | 2010 |
| ---- | ---- |
| 422  | ↗426 |

## Улицы
- ул. Алтайская,
- ул. Дальняя,
- пер. Малый.